# 东北小鲵
东北小鲵（学名：Hynobius leechii）为小鲵科小鲵属的两栖动物，俗名水麻蛇子、小娃娃鱼、水蛇子、乌鱼。主要分布在朝鲜半岛，另外也出现在临近的中国黑龙江、辽宁、吉林等地和韩国濟州特別自治道。一般生活于群山密林的山沟里。其生存的海拔范围为200至836米。该物种的模式产地在朝鲜元山及辽宁丹东。

## 亚种
- 